# Главна улица (Земун)
| ГЛАВНА · улица           | ГЛАВНА · улица                                                             |
| ------------------------ | -------------------------------------------------------------------------- |
|                          |                                                                            |
| Општина                  | Земун                                                                      |
| Почетак                  | Авијатичарски трг Ул. Петра Марковића                                      |
| Крај                     | Трг Бранка Радичевића                                                      |
| Дужина                   | 650 m                                                                      |
| Ширина                   | 12 до 25 m                                                                 |
| Створена                 | пре 1740.                                                                  |
| Названа                  | 1992.                                                                      |
| Стари називи             | Ул. маршала Тита, Ул. Адолфа Хитлера, Ул. краља Петра, Ул. Ђорђа Пантелића |
|                          |                                                                            |
|                          |                                                                            |
| Главна улица, зиме 2010. |                                                                            |

Улица Главна се налази у Земуну. Простире се од трга Бранка Радичевића (тзв. Мухара) до трга ЈНА.
Дужина улице износи 660 метара.
Улицом саобраћа велики број линија ГСП-а: 17, 45, 73, 83, 84, 704, 706 и 707.
У улици се налази велики број објеката: Пивница, Апотека, опера „Мадленианум“, Национална штедионица, биоскоп „Слобода“, РК „Звезда“, „Војвођанска“ банка, MC Donald's, РК „Београд“, Завичајни музеј Земуна, Пошта и Дом Ваздухопловства Војске Србије.
Стари назив улице је Маршала Тита, по југословенском председнику Јосипу Брозу Титу, али јој је почетком деведесетих промењен назив. Асфалтирана је 1938.

## Галерија
- Главна улица на плану Земуна из 1791. године
- Главна земунска пошта, Главна 8
- Детаљ фасаде куће у Главној 51
- Кућа из 1907. године, у Главној 12
- Богородичина црква, на углу Рајачићеве и Главне
- Поглед с Трга Бранка Радичевића
- Абијанова кућа